# روبرت كيندال
روبرت كيندال (بالإنجليزية: Robert Kendall)‏ هو شاعر أمريكي وكندي، ولد في 1958.